# Гохдонн
Гохдонн (нім. Hochdonn) — громада в Німеччині, розташована в землі Шлезвіг-Гольштейн. Входить до складу району Дітмаршен. Складова частина об'єднання громад Бург-Занкт-Міхелісдонн.
Площа — 5,46 км2. Населення становить 1053 ос. (станом на 31 грудня 2020).

## Галерея

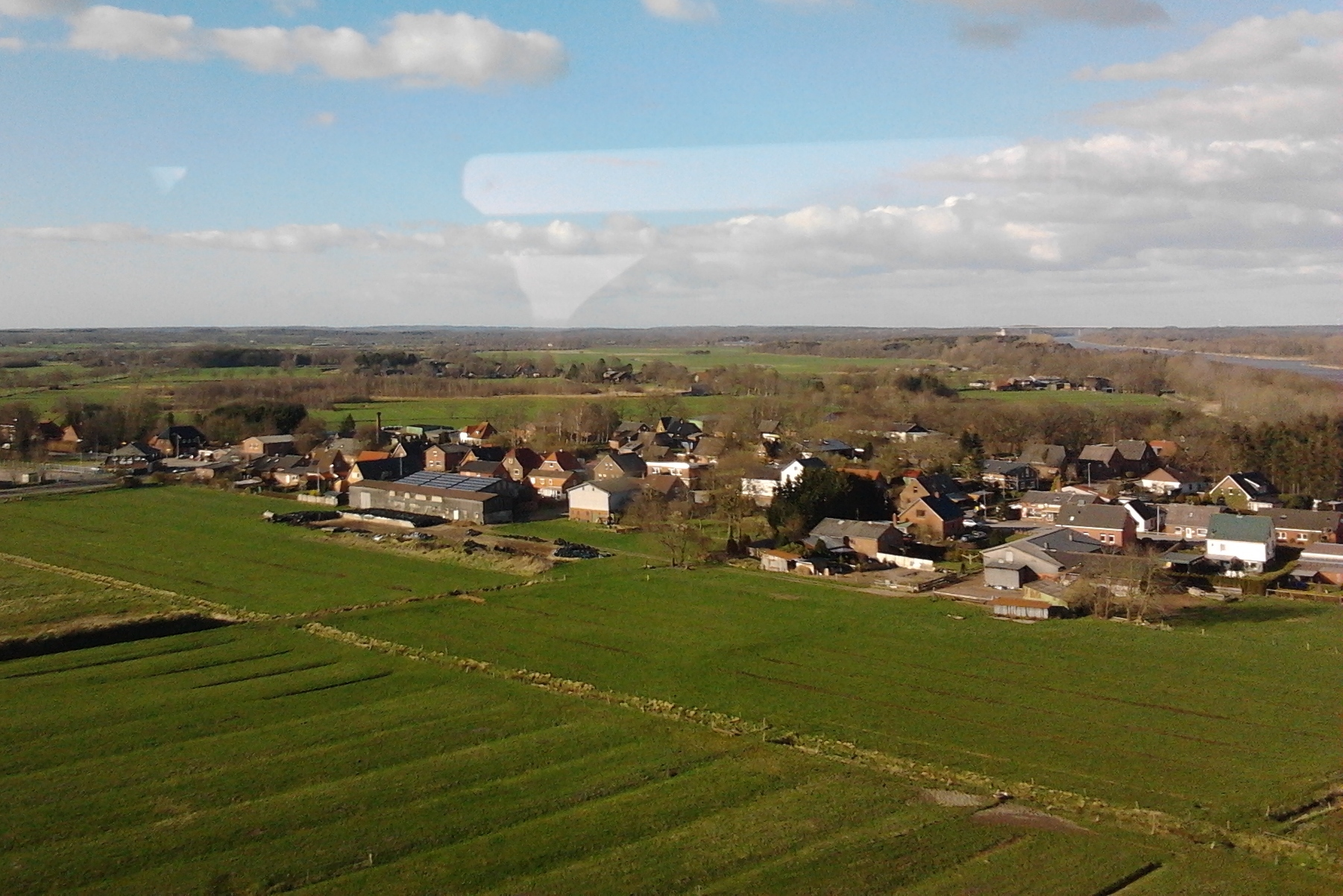
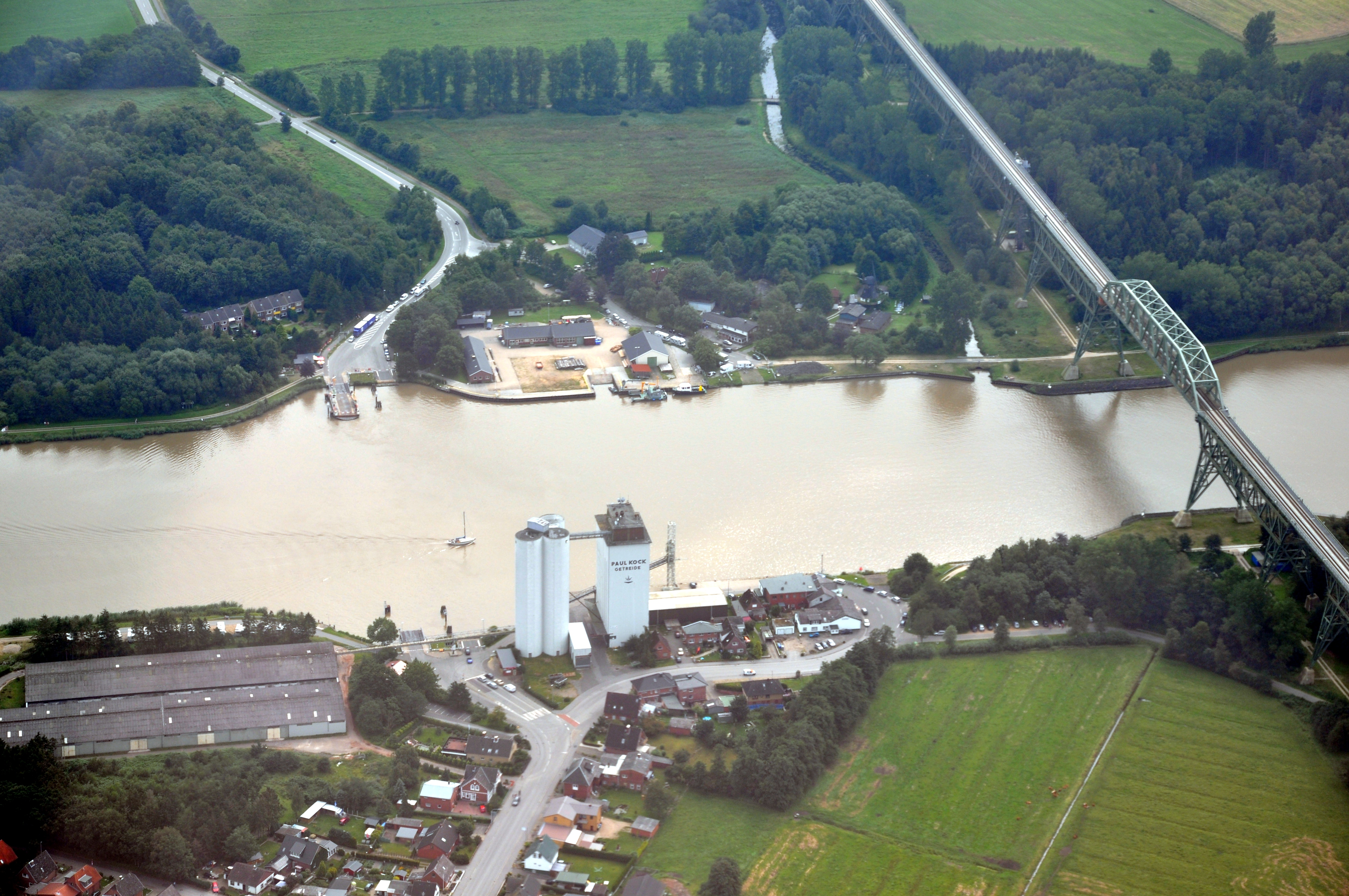